# Laurent Tissot
 (janvier 2020).
Pour les articles homonymes, voir Tissot.
Laurent Tissot, né le 5 février 1953 à Fribourg est un historien, professeur d'histoire économique (2006-2018) et doyen de la faculté de lettres et sciences humaines à l'université de Neuchâtel.
Spécialiste d'histoire des entreprises, du tourisme, des loisirs et des transports, il est l'auteur de nombreuses publications dans les domaines précités.
En 2005, il a été président de la Société suisse d'histoire économique et sociale.

## Formation
École primaire à Cousset, Fribourg (1960-1966), Collège Saint-Michel à Fribourg (1966-1974), Faculté des Sciences sociales et politiques, Université de Lausanne, licence ès sciences politiques (1974-1978) ; Université de Lausanne, doctorat ès sciences politiques (1985).

## Activités professionnelles
Laurent Tissot a été assistant de recherche du Prof. Grüner à l'Université de Berne (1978-1979), puis assistant du Prof. André Lasserre à l'Université de Lausanne (1978-1983), enseignant d'histoire au Gymnase de la Cité à Lausanne (1983-84), enseignant au Lycée alpin international Beau-Soleil (1985), premier assistant à l'Université de Lausanne (1986-1988, 1991-1992), suppléant du prof. André Lasserre (1986-1987), boursier du FNS, The London School of Economics and Political Science - Business History Unit. (1989 ; 1991-1993), rédacteur d'un manuel d'histoire, Département de l'instruction publique du canton de Vaud (1990), boursier de la Fondation Fern Moffat pour l'édition critique du journal de voyage de Jemima Morrell (1993), Collaborateur indépendant au Dictionnaire Historique de la Suisse (1993-1994), enseignant d'histoire au Centre d'enseignement secondaire supérieur de Beaulieu à Lausanne (1994), chargé de cours à l'Université de Fribourg (1994-2007), Chef de travaux, Université de Neuchâtel (1995-1999), professeur associé, Université de Neuchâtel (1999-2006), professeur ordinaire, Université de Neuchâtel (2006-2018).

## Principaux travaux et spécialisations
Laurent Tissot est spécialisé en histoire économique et en histoire du tourisme, des loisirs et des transports.
Dans son premier domaine de recherche, soit l'histoire économique, il s'est spécialisé dans l'histoire d'entreprise. Il a notamment publié dans le cadre de sa thèse de doctorat une histoire de l'entreprise Paillard à Yverdon. Son travail s'inscrivait dans la seconde génération des travaux en histoire d'entreprise. Après les travaux pionniers de François Jequier, le travail de Laurent Tissot apportait un élément supplémentaire à l'histoire d'entreprise traditionnelle, c'était une méthode d'analyse des profits. Après la publication de sa thèse et plusieurs articles, il a été l'organisateur de plusieurs colloques en histoire d'entreprise et en histoire économique qui ont donné lieu à des publications. Son travail dans ce domaine s'est aussi développé à travers les travaux des étudiants, notamment avec l'histoire de l'entreprise de chocolats Villars (Samuel Jordan), l'entreprise de lait en poudre Guigoz (Maryline Maillard), la Brasserie Müller à Neuchâtel (Hélène Pasquier), les entreprises Piquerez et Ruedin à Bassecourt (Jean-Daniel Kleisl), l'entreprise Suchard (Claire-Aline Nussbaum).
Dans le domaine de l'histoire économique plusieurs de ses étudiants et chercheurs se sont intéressés à l'histoire de l'horlogerie, notamment dans l'histoire des apprentissages horlogers (Estelle Fallet et Alain Cortat), l'histoire de la recherche et développement en horlogerie (Thomas Perret et Hélène Pasquier), l'histoire des migrations dans l'industrie horlogère (Francesco Garufo) et l'histoire du cartel horloger (Johann Boillat). 
Laurent Tissot a ouvert une piste de recherche stimulante dans le domaine de l'analyse d'une entreprise[non neutre][source secondaire nécessaire] en proposant à des chercheurs de recourir à l'iconographie pour analyser les discours conscients, inconscients et l'image que projette une entreprise, notamment en développant un projet autour de l'iconographie dans l'entreprise Suchard (Régis Huguenin).
Dans son second domaine de recherche, il a été un pionnier de l'histoire du tourisme en Suisse[non neutre][Interprétation personnelle ?][source secondaire nécessaire]. Il a publié un livre et organisé des colloques. Il s'est aussi intéressé à l'histoire des loisirs et des transports.
Il a publié deux livres sur mandat, un manuel d'histoire sur mandat du Département de l'instruction publique du canton de Vaud et une histoire de l'université de Lausanne, sur mandat du rectorat de cette université. Il a ensuite dirigé un projet de recherche sur l'histoire de l'université de Neuchâtel.

## Publications
Publications référencées dans le catalogue RERO (inclut les homonymes éventuels) 
Histoire économique, histoire d'entreprise
- Tissot Laurent, E.Paillard & Cie, société anonyme. Une entreprise vaudoise de petite mécanique, 1920-1945. Entreprise familiale, diversification industrielle et innovation technologique, Cousset (Fribourg), Delval, 1987.
- TISSOT Laurent et VEYRASSAT Béatrice (eds), Technological Trajectories, Markets, Institutions, Industrialized Countries, 19th and 20th Centuries, Berne, Peter Lang, 2001, 356 p.
- Jean-Claude Daumas, Pierre Lamard et Laurent Tissot (textes réunis et présenté par), Les territoires de l'industrie en Europe (1750-2000) : entreprises, régulations et trajectoires : actes du colloque international de Besançon, 27, 28 et 29 octobre 2004. Besançon : Presses univ. de Franche-Comté, 2007, 472 p, DOI 10.4000/books.pufc.27289.
- Tissot Laurent, Daumas Jean-Claude, Garufo Francesco, Lamard Pierre, Histoires de territoires. Les territoires industriels en question XVIIIe – XXe siècles, Neuchâtel, Éditions Alphil, 2010

Histoire du tourisme, des loisirs, des transports
- TISSOT Laurent, Naissance d'une industrie touristique. Les Anglais et la Suisse au XIXe siècle, Payot, Lausanne 2000.
- TISSOT L., JACCOUD Ch., PEDRAZZINI Y. (dir.) Sports en Suisse. Traditions, transitions et transformations, Lausanne, Antipodes, 2000, 245 p.
- Hans-Jörg Gilomen, Beatrice Schumacher, Laurent Tissot (Hg.), Freizeit und Vergnügen : vom 14. bis zum 20. Jahrhundert = Temps libre et loisirs : du 14e au 20e siècles, Zürich, Chronos, 2005, 344p.
- Gijs Mom and Laurent Tissot (eds.), Road History. Planning, Building and Use. Neuchâtel, Éditions Alphil, 2007, 207p.
- Mom Gijs, Pirie Gordon, Tissot Laurent (eds), Mobility in History. The State of the Art in the History of Transport, Traffic and Mobility. Yearbook 2010, Neuchâtel, Éditions Alphil, 2009.

Autres thématiques
- Tissot Laurent, Politique, société et enseignement supérieur dans le canton de Vaud. L'Université de Lausanne (1890-1916), Lausanne, Éditions Payot, 1996, 400p.